# Gustavo Blanco
Gustavo Blanco Petersen Macedo (Salvador, 3 ottobre 1994) è un calciatore brasiliano, centrocampista svincolato.

## Caratteristiche tecniche
È un difensore centrale.

## Carriera
Cresciuto nelle giovanili del Bahia, ha esordito l'8 luglio 2015 in occasione del match vinto 2-0 contro il Paysandu.

## Statistiche

### Presenze e reti nei club
Statistiche aggiornate al 17 maggio 2021.
| Stagione                | Squadra                 | Campionato              | Campionato | Campionato | Coppe nazionali | Coppe nazionali | Coppe nazionali | Coppe continentali | Coppe continentali | Coppe continentali | Altre coppe | Altre coppe | Altre coppe | Totale | Totale | Totale |
| Stagione                | Squadra                 | Comp                    | Pres       | Reti       | Comp            | Pres            | Reti            | Comp               | Pres               | Reti               | Comp        | Pres        | Reti        | Pres   | Reti   |        |
| ----------------------- | ----------------------- | ----------------------- | ---------- | ---------- | --------------- | --------------- | --------------- | ------------------ | ------------------ | ------------------ | ----------- | ----------- | ----------- | ------ | ------ | ------ |
| 2015                    | Bahia                   | PD/BA+B                 | 0+13       | 0+1        | CB              | 2               | 0               | CS                 | 2                  | 0                  | CDN         | 0           | 0           | 17     | 1      |        |
| 2016                    | Bahia                   | PD/BA+B                 | 3+6        | 0          | CB              | 2               | 0               |                    | -                  | -                  | CDN         | 2           | 0           | 13     | 0      |        |
| Totale Bahia            | Totale Bahia            | Totale Bahia            | 22         | 1          |                 | 4               | 0               |                    | 2                  | 0                  |             | 2           | 0           | 30     | 1      |        |
| 2017                    | América-MG              | M1/MG+B                 | 11+4       | 0          | CB              | 2               | 0               |                    | -                  | -                  | PL          | 2           | 0           | 19     | 0      |        |
| 2017                    | Atlético Mineiro        | M1/MG+A                 | 0+8        | 0          | CB              | 0               | 0               |                    | -                  | -                  |             | -           | -           | 8      | 0      |        |
| 2018                    | Atlético Mineiro        | M1/MG+A                 | 10+11      | 0          | CB              | 5               | 1               | CS                 | 2                  | 0                  |             | -           | -           | 28     | 1      |        |
| 2019                    | Atlético Mineiro        | M1/MG+A                 | 0          | 0          | CB              | 0               | 0               |                    | -                  | -                  |             | -           | -           | 0      | 0      |        |
| 2020                    | Atlético Mineiro        | M1/MG+A                 | 0          | 0          | CB              | 0               | 0               |                    | -                  | -                  |             | -           | -           | 0      | 0      |        |
| Totale Atlético Mineiro | Totale Atlético Mineiro | Totale Atlético Mineiro | 29         | 0          |                 | 5               | 1               |                    | 2                  | 0                  |             | -           | -           | 36     | 1      |        |
| 2020                    | Goiás                   | 1D/GO+A                 | 1+4        | 0          | CB              | -               | -               |                    | -                  | -                  |             | -           | -           | 5      | 0      |        |
| 2021                    | Fortaleza               | A/CE+A                  | 3+0        | 0          | CB              | 0               | 0               |                    | -                  | -                  | CDN         | 3           | 0           | 6      | 0      |        |
| Totale carriera         | Totale carriera         | Totale carriera         | 74         | 1          |                 | 11              | 1               |                    | 4                  | 0                  |             | 7           | 0           | 96     | 2      |        |